# منتخب كوستاريكا لكرة اليد
منتخب كوستاريكا لكرة اليد (بالإسبانية: Selección de balonmano de Costa Rica) هو ممثل كوستاريكا الرسمي في المنافسات الدولية في كرة اليد .